# Anita O'Day-priset
Anita O'Day-priset var ett svenskt jazzpris som utdelas till en svensk jazzsångerska årligen från 2007 till 2013 av Stiftelsen Jazzens Museum.

## Mottagare av Anita O'Day-priset
- 2007 – Carin Lundin
- 2008 – Meta Roos
- 2009 – Gunhild Carling
- 2010 – LaGaylia Frazier
- 2011 – Vocalettes
- 2012 – Christina Gustafsson och Rigmor Gustafsson [1]
- 2013 – Isabella Lundgren